# Melanie Behringer
Melanie Behringer (Lörrach, Alemania Federal, 18 de noviembre de 1985) es una exfutbolista alemana, se desempeña como extremo o mediapunta en el FC Bayern Múnich.

## Biografía

### Carrera en clubes
Behringer comenzó en los modestos clubes de SpVgg Utzenfeld y el FC Hausen. En 2003 fichó por el SC Friburgo, disputando 5 temporadas con dicho equipo, en 2008 fichó por el FC Bayern Múnich, quedando subcampeón de liga con su equipo en la primera temporada. En 2010 fichó por el 1. FFC Frankfurt, uno de los más importantes equipos femeninos de Alemania.
En marzo de 2014 Behringer firmó un contrato hasta 2017 para regresar al FC Bayern Múnich. En su primera temporada de regreso, el equipo ganó el campeonato de la Bundesliga femenina sin sufrir ninguna derrota.

### Carrera internacional
En enero de 2005 debutó con la selección femenina de fútbol de Alemania en un amistoso contra China. Formó parte del combinado alemán que ganó la Copa Mundial Femenina de Fútbol de 2007 y que ganó la medalla de bronce en los Juegos Olímpicos de Pekín 2008. Además fue parte de los equipos ganadores de la Eurocopa Femenina 2009 y 2013.
El 24 de mayo de 2015 Melanie Behringer fue nombrada a la escuadra alemana para la Copa Mundial Femenina de Fútbol de 2015.

## Clubes
| Club             | País     | Año         | Partidos | Goles |
| SC Friburgo      | Alemania | 2003 - 2008 | 97       | 30    |
| FC Bayern Múnich | Alemania | 2008 - 2010 | 35       | 9     |
| 1. FFC Frankfurt | Alemania | 2010 - 2014 | 97       | 20    |
| FC Bayern Múnich | Alemania | 2014 -      | 40       | 12    |

## Títulos

### Campeonatos nacionales
| Título                              | Club             | País     | Temporada   |
| ----------------------------------- | ---------------- | -------- | ----------- |
| Copa de fútbol femenino de Alemania | 1. FFC Frankfurt | Alemania | 2010 - 2011 |
| Copa de fútbol femenino de Alemania | 1. FFC Frankfurt | Alemania | 2013 - 2014 |
| Bundesliga                          | Bayern de Múnich | Alemania | 2014 - 2015 |
| Bundesliga                          | Bayern de Múnich | Alemania | 2015 - 2016 |

### Campeonatos internacionales
| Título                                  | Equipo   | Sede final | Año  |
| --------------------------------------- | -------- | ---------- | ---- |
| Copa Mundial Femenina de Fútbol Sub-20  | Alemania | Tailandia  | 2004 |
| Copa de Algarve                         | Alemania | Portugal   | 2006 |
| Copa Mundial Femenina de Fútbol         | Alemania | China      | 2007 |
| Juegos Olímpicos de Pekín 2008 (Bronce) | Alemania | China      | 2008 |
| Eurocopa Femenina                       | Alemania | Finlandia  | 2009 |
| Copa de Algarve                         | Alemania | Portugal   | 2012 |
| Eurocopa Femenina                       | Alemania | Suecia     | 2013 |
| Copa de Algarve                         | Alemania | Portugal   | 2014 |
| Juegos Olímpicos de Río de Janeiro 2016 | Alemania | Brasil     | 2016 |

### Distinciones individuales
| Distinción                | Año  |
| ------------------------- | ---- |
| Máxima goleadora Río 2016 | 2016 |